# Leptogorgia divergens
Leptogorgia divergens is een zachte koraalsoort uit de familie Gorgoniidae. De koraalsoort komt uit het geslacht Leptogorgia. Leptogorgia divergens werd in 1878 voor het eerst wetenschappelijk beschreven door Studer. 